# 區壽年

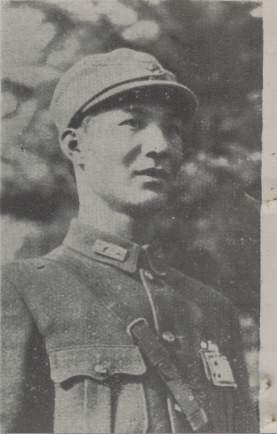
區壽年

區壽年（1902年10月5日—1957年1月15日），字介盾，广东罗定人。中华民国军事将领。舅舅是蔡廷鍇。

## 生平
區壽年作为蔡廷锴的外甥，北伐战争时任国民革命军第四军的蔡廷锴第10师营长，团长。作为第24师第70团团长参加了1927年8月1日的南昌起义。共产党撤离南昌后，区寿年随蒋光鼐、蔡廷锴脱离共产党，投靠主政广东的陈铭枢。
1931年九一八事變後，同時蔣介石受壓下野，南京政府由粤系主持，陳銘樞任京滬地區司令。第十九路軍調防上海。1932年一二八事變，日本派陸戰隊登陸上海。區壽年率十九路軍第78師奮起迎戰抵抗，因而成為聲名大噪的抗日軍隊。也因此，任該師總指揮的區壽年也獲頒青天白日勳章。後來日本多番增援；蔣介石復出後，國軍亦派出中央軍共同作戰，最後事件以外交談判解決。1933年11月20日，福建事变爆發，蔣介石調八個師入閩。他依附蔣中正，並宣佈擁護南京中央。該聲明為蔣中正平息閩變主因之一。之後，十九路軍的番號取消，部隊亦被分散收編，所部第78师被胡宗南吃掉。区赴德国学军事。归国后到桂系任职，先后任第176师师长、第四十八军军长。在李宗仁麾下參與徐州會戰與武漢會戰。因跟李品仙有矛盾，被举报通共罪名，保送到陆军大学将官班学习，结业后赋闲。 
抗战胜利后在粤桂双方实力派保荐下，1946年出任驻商丘的第六绥靖区副司令官。1948年以六绥区为主，加上整编第72师（原刘湘川军部，泰蒙战役被全歼后重建）和原归属邱兵团的整编第75师（孙传芳五省联军浙军改编，师长沈澄年）、新编第21旅（原邱兵团独立旅），组建第七兵团。时任六绥区司令官的保定三期周碞老迈多病，委座启用了时年46岁的区寿年出任第七兵团司令官。1948年6月底7月初的黃泛區大戰（即豫東戰役）中，率领第7兵团（整编第72、第75师、新编第21旅），与黄百韬兵团、孙元良兵团、邱清泉兵团、胡琏兵团、吴绍周兵团一同援救河南省城开封。与区兵团齐头并进的邱兵团行动迅速，华野在6月24日放弃开封，邱兵团6月28日进入开封城并给南京报捷，将开封守备交给了刘汝明第四绥靖区的部队，邱兵团掉头南下追击弃守开封的华野三纵和八纵。區壽年借口华野有“进击平汉路的征兆”，率第七兵团到达睢县和杞县后，就不继续紧随邱兵团，反而停下来构筑工事转入休整和防御，任由邱兵团孤军深入抢占开封城，两个兵团拉开了40多公里的战役空隙。6月26日中央军委致电粟裕：“在此情形下，粟陈（士榘）张（震）部署在睢杞、通许一线歼敌一路是很适当的，如能歼灭七十二、七十五师当然更好，否则能歼灭七十五师也是很好的，敌指挥官中区寿年和我军作战较少经验”。6月27日黄昏，叶飞指挥华野一纵、四纵、六纵组成的突击集团把区寿年兵团分割包围在龙王店和铁佛寺。6月27日夜，区发现共军正将其包围时，决定在睢县西北的龙王店、陈小楼一带固守待援。至6月28日晚华野将区兵团各部分割包围在龙王店、杨拐、陈小楼、铁佛寺等地。6月28日晚至7月1日早上，各部猛攻三天三夜，将榆厢铺、杨拐、陈小楼的国军消灭。激战至7月1日中午，整编75师所属整编第6旅及新编第21旅被全歼。第七兵团部及整75师少部被围困在龙王店，整72师被围在铁佛寺。7月1日，黄百韬兵团（辖整编第25师、第三快速纵队）突破华野两广纵队的阻击后抵达距离区寿年第七兵团司令部和整编75师师部被困的龙王店只有10里的帝丘店。区寿年听到5千米外援军的隆隆炮声后，组织全部兵力脱离坚固工事依托展开反击。时任整编第25师副师长陈士章回忆，整编25师和整编72师相隔十里，炮火相连，但始终冲不破共军在其中的阻隔。粟裕部署华野一纵、四纵、六纵，中野十一纵由叶飞指挥围歼龙王店的区寿年兵团；华野三纵、八纵、十纵与两广纵队在杞县以西阻击距离龙王店不过10公里的整五军，中野久纵阻击郑州方向出援的孙元良兵团。7月1日晚20时，华野对龙王店发起攻击，一纵攻南门，四纵攻西门，六纵第18师攻东门。整75师师长沈澄年命令堵塞南门，把日式小战车开上南城墙火力压制。7月2日凌晨3时，华野突入城内，全歼歼了老区的兵团司令部及整75师第16旅的1个团。第七兵团司令官区寿年与兵团参谋长林曦祥共乘一辆日式战车趁东门混战夺路出逃，六纵第18师第52团第8连排长印永鑫登上战车，骑在战车炮管上逼降。战后，印永鑫被授予华东人们战斗英雄称号，获颁人民英雄奖章一枚（单枪匹马俘获战车1辆，中将司令官1人，少将兵团参谋长1人）。區壽年被俘后，与华野代司令员同是南昌起义的老战友，直言不讳地批评粟裕：“打仗要见好就收，不要胃口太大。”区寿年在回忆文章中写：
国民党军的各部队都是只求自保，作战中很少攻击；没有攻击当然就没有胜利可言了。比如这次当我在龙王店被围时，我曾五次命令离我十五里的铁佛寺七十二师全力出击，但他们一步也不动。而在部队间又互有矛盾，作战时不能协同一致。这次邱清泉兵团不能东援，主要原因当然是由于解放军强有力的阻击，但我认为邱和沈澄年之间的矛盾也很有影响。我这次能当上兵团司令，也是与邱、沈的矛盾有关的。在鲁西南作战时，邱曾呈报统帅部说沈不服从命令，“擅自脱离战场”。两人从此就不能相容。六月下旬，为了解开封之围，统帅部就很仓促的命我来组成这个兵团。但我到职不过两天，其他僚属和直属各兵团都还留在商邱进行编制中，我和我的所属将领也还没有一一见过面，就突遭解放军包围了。
《徐永昌日记》7月6日：
敬之（何应钦的字）述共匪退出开封即寻攻区寿年兵团，既击溃七十五师及二十一旅，以至俘区，此时第五军、七十二师踌躇不能援救。匪遂转攻黄百韬兵团（二十五师及快支队），已被围激战五昼夜矣。黄兵团如再损失，则津浦危而京师震动矣。一座惊惧。
7月7日日记:
酒会晤敬之（何应钦的字）。渠见人辄道喜，谓：“黄泛区由危至极转为胜利。黄百韬二十五师等殊死抵抗难得，空军大轰炸帮助尤大。七十五师及二十一旅之卒被击溃，邱清泉第五军仅距三十华里，三日未动。固然亦有小敌阻扰，但其观望不进，徒事自保，尚有何说！”
因舅父蔡廷锴的关系，1950年，區壽年被中共提前釋放，1951年回到广州，任民革华南临时工委宣传委员。1954年任广州市政协委员，1955年任广州市政协常委。1957年1月于广州去世。

## 家庭
- 前中国国家足球队队长、傳奇门将区楚良是区寿年将军的嫡孙